# Metiochodes australicus
Metiochodes australicus är en insektsart som beskrevs av Lucien Chopard 1951. Metiochodes australicus ingår i släktet Metiochodes och familjen syrsor. Inga underarter finns listade i Catalogue of Life.